# Katkó Ferenc
Katkó Ferenc (Mezőkaszony, 1975 –) magyar színész, rendező.

## Életpályája
Kárpátalján, Mezőkaszonyban született 1975-ben. Munkácson szerezte magyar tanítói diplomáját.
A kijevi Állami Karpenko-Karij Színház- és Filmművészeti Egyetemen 1998-ban kapott színészi diplomát. Akkor a magyar nyelvű színészosztály tagjait a beregszászi Illyés Gyula Magyar Nemzeti Színház számára képezték. A tanulmányai ideje alatt osztálytársaival együtt – három félévet a budapesti Színház-és Filmművészeti Főiskolán töltött, ahol Kazimir Károly volt az osztályfőnökük. 1998-tól Szabadkán, a Népszínházban játszott. 2005-ben visszatért Kárpátaljára a beregszászi színházhoz, majd rövid ideig szabadúszóként Debrecenben szerepelt. 2010-től a Békéscsabai Jókai Színház tagja. Közben (2015-ben) rendezőként is lediplomázott. A színészet és a rendezés mellett tanítással is foglalkozik, a békéscsabai Színitanház tanáraként színészmesterséget és művészi beszédet tanít. A Tamási Rádió férfihangja.

## Fontosabb színházi szerepei
- William Shakespeare: Halál-álom (Hamlet)... Rosencrantz, Hamlet egykori iskolatársa (Kárpátaljai Megyei Magyar  Drámai Színház (Beregszászi Illyés Gyula Nemzeti Színház))
- William Shakespeare: Lear király... Alban hercege (Goneril férje)
- William Shakespeare: Tévedések vígjátéka... Angelo (aranyműves)
- Miguel de Cervantes: Don Quijote... Narrátor 2 (Hírvivő)(Kárpátaljai Megyei Magyar Drámai Színház (Beregszászi Illyés Gyula Nemzeti Színház))
- Carlo Goldoni: Chioggiai csetepaté... Titta-Nane, halászlegény
- Miguel de Cervantes – Dale Wassermann – Mitch Leigh – Joe Darion: La Mancha lovagja... Fogadós
- Nyikolaj Vasziljevics Gogol: Egy őrült naplója... Axentyij Ivanovics Popriscsin
- Alexandre Dumas – Pozsgai Zsolt – Szomor György: Monte Cristo grófja... Jacopo
- Heinrich von Kleist: Közellenség... Mihály
- Henrik Ibsen: Nóra... Krogstas
- Friedrich Dürrenmatt: Az öreg hölgy látogatása... Rendőr
- John Steinbeck: Egerek és emberek... Lennie
- Bertolt Brecht – Kurt Weill: Koldusopera... Tigris Brown (London rendőrfőkapitánya)
- Arthur Miller: Pillantás a hídról... Marco
- Sławomir Mrożek: Tangó... Edek
- Bornemisza Péter: Magyar Electra... Aegistus, király (Kisvárdai Várszínház)
- Csokonai Vitéz Mihály: Karnyóné... Esmeretlen (Kárpátaljai Megyei Magyar Drámai Színház (Beregszászi Illyés Gyula Nemzeti Színház))
- Csokonai Vitéz Mihály: Az özvegy Karnyóné és a két szeleburdiak... Lipittlotty, pesti gavallér
- Szigligeti Ede: Liliomfi... Schwartz, fogadós Pestről (Csokonai Nemzeti Színház, Debrecen; Nemzeti Színház)
- Katona József: Bánk bán... Simon bán (Melinda bátyja)
- Arany János: Toldi... Toldi Miklós
- Mikszáth Kálmán: Szent Péter esernyője... Sztolarik János
- Móricz Zsigmond – Kocsák Tibor – Miklós Tibor: Légy jó mindhalálig... Valkay tanár úr
- Molnár Ferenc: Liliom... Liliom
- Csáth Géza – Hernyák György – Fodor Tamás: Zách Klára... Gyulafy (a királyfiak nevelője) (Kisvárdai Várszínház)
- Szép Ernő: Lila ákác... Bizonyos úr
- Örkény István: Tóték... Tót
- Rideg Sándor: Indul a bakterház... Bakter (Szabadkai Népszínház)
- Rejtő Jenő – Darvas Benedek – Varró Dániel – Hamvai Kornél: Vesztegzár a Grand Hotelben... Kapucinus atya (valójában Doddy Kramartz, nemzetközi szélhámos)
- Rákosi Viktor – Nemlaha György: Elnémult harangok... Zalathnay Barnabás
- Tamási Áron:Ősvigasztalás... Gálfi Bence, csendőr legény
- Tasnádi István: Titanic vízirevű... (Nemzeti Színház)
- Pozsgai Zsolt: A Szellemúrnő (Ábránfy Katalin)... Ábránfy Imre
- Földes László (Hobo): Circus Hungaricus... Béla
- Boldizsár Miklós – Szörényi Levente – Bródy János: István, a király... Asztrik
- Kristóf Ágota: Nem fáj... Könyvárus, Tiszt, Harmonikás Fiatalember, Katona, Rendőr (Szabadkai Népszínház)
- Mezei Zoltán – Pálfi Ervin – Szőke Attila: Záróra... Frankie (Szabadkai Népszínház)
- Parti Nagy Lajos: Boldogult úrfikoromban... Keszthelyi (Csokonai Nemzeti Színház, Debrecen)
- Jantyik Zsolt: Világvége szerelem... szereplő (Csokonai Nemzeti Színház, Debrecen)
- Leonard Bernstein: West Side Story... Diesel (Csokonai Nemzeti Színház, Debrecen)
- Joe Masteroff – John Kander – Fred Ebb: Kabaré... Herr Schultz
- Alan Jay Lerner – Frederick Loewe: My Fair Lady... Alfred P. Doolittle, csatornatisztító
- Ivo Andrić: Aska és a farkas... farkas
- Rudyard Kipling – Dés László – Geszti Péter – Békés Pál: A dzsungel könyve... Balu
- Alan Alexander Milne : Micimackó... Füles
- Szomor György – Román Sándor: Frank Sinatra – A hang... Hank Sanicola
- Szomor György – Szurdi Miklós – Valla Attila: Diótörő és Egérkirály... Friedrich, Bohóc
- Brestyánszki Boros Rozália: Csörte – karaoke sztárbár... Maci (fátyolos nihil, lassan, távolról, békésen)
- Elek Szilvia: Pillangók... Hassel (ápoló)
- Szente Béla – Gulyás Levente: A kolozsvári bíró... Kolozsvári bíró
- Bengt Ahlfors: Színházkomédia... Bengt (író)
- Brandon Thomas: Charley nénje... Sir Francis Topplebee (indiai ezredes) (Szabadkai Népszínház)
- David Harrower: Kés a tyúkban... Gilbert Horn (Kisvárdai Várszínház)
- Neil Simon: Mezitláb a parkban... Victor Velasco
- Anthony Shaffer: Detektívjátszma... Andrew Wyke
- Zelei Miklós: Az Isten balján – Situs Inversus... Ady Endre szerepeiben
- David Yazbek: Alul semmi... Dave Bukatinsky, munkanélküli gyári munkás, Jerry legjobb barátja
- Gyárfás Miklós – Szabó Tamás: Tanulmány a nőkről... Gegucz Bálint
- Várkonyi Mátyás – Béres Attila: Egri csillagok... Török Bálint
- Koltay Gábor – Szűts István – Kormorán együttes: A Megfeszített... A Vezér
- Pierre Chesnot: Hotel Mimóza... Charles-Henri Martigue, Magali férje, tengeralattjáró parancsnok
- Ken Kesey – Dale Wasserman: Kakukkfészek...  Bromden, a Főnök
- Tamási Áron: Énekes madár... Bakk Lukács, vénlegény, Eszter vőlegénye
- Koltay Gábor – Koltay Gergely – Kormorán együttes: Trianon...  Idős férfi; Karinthy Frigyes; Székely ember

## Filmek, tv
- Bolygótűz (2003)
- Liberté '56 (2007)
- Méhek tánca (2007)
- Blue Moon - Záróra (2008)
- Bunkerember (2009)
- Utolsó idők  (2009)
- Átok (sorozat) Hagyaték című rész; A temetés című rész (2010)
- Mezei Zoltán - Pálfi Ervin - Szőke Attila - Brestyánszky Boros Rozália: Záróra (színházi előadás tv-felvétele)
- Brestyánszky Boros Rozália: Csörte - karaoke sztárbár (színházi előadás tv-felvétele)
- Henrik Ibsen: Nóra (színházi előadás tv-felvétele)
- William Shakespeare: Lear király (színházi előadás tv-felvétele)
- Tűzvonalban (sorozat) Egy jelentés margójára című rész; Belgrádi emberünk című rész (2010)
- Barátok közt (2012)
- Pappa Pia (2017)
- Örök tél (2018)
- A Király (2022)
- Angyaltrombiták (2023)
- Most vagy soha! (2024)
- Hazatalálsz (2024)
- A mi kis falunk (2025)
- Pokoli rokonok (2025)
- BigBakShow (2025)

## Rendezései
- Mikszáth Kálmán: Szent Péter esernyője (Békés Megyei Jókai Színház, Békéscsaba)
- Bertolt Brecht - Kurt Weill: Koldusopera (Békéscsabai Jókai Színház, Békéscsaba)
- Anton Pavlovics Csehov: Leánykérés (Békéscsabai Jókai Színház, Békéscsaba)
- Szép Ernő: Lila ákác (Kárpátaljai Megyei Magyar Drámai Színház, Beregszász; Békéscsabai Jókai Színház, Békéscsaba)
- Ivan Kušan: A balkáni kobra (Békéscsabai Jókai Színház, Békéscsaba)
- Marin Držić: Ribillió Rómában (Dundo Maroje)... Ribillió Rómában (Dundo Maroje) (Szabadkai Népszínház)
- Móricz Zsigmond: Nem élhetek muzsikaszó nélkül (Kárpátaljai Megyei Magyar Drámai Színház, Beregszász; Békéscsabai Jókai Színház, Békéscsaba)
- Marc Camoletti: Leszállás Párizsban (Békéscsabai Jókai Színház, Békéscsaba)
- Murray Schisgal: Szerelem, ó! (Békéscsabai Jókai Színház, Békéscsaba)
- Várkonyi Mátyás - Béres Attila: Egri csillagok (Békéscsabai Jókai Színház, Békéscsaba)
- Pierre Chesnot: Hotel Mimóza (Békéscsabai Jókai Színház, Békéscsaba)
- Bernard Slade – Brestyánszki B.R.: Váratlan találkozások (Békéscsabai Jókai Színház, Békéscsaba)